# Andy Reid
Andy Reid (ur. 29 lipca 1982 w Dublinie) – irlandzki piłkarz, który grał na pozycji pomocnika.

## Kariera klubowa
Andy Reid pochodzi z Dublinu. Jako dziecko uczęszczał do szkółki piłkarskiej klubu Lourdes Celtic. Później występował w młodzieżowej ekipie Cherry Orchard. Jego ostatnim juniorskim klubem był angielski Nottingham Forest, gdzie w roku 2000 został włączony do pierwszej drużyny, w której zadebiutował 29 listopada w wygranym 2:0 spotkaniu z Sheffield United, gdzie strzelił jedną bramkę. W sezonie 2000/2001 wystąpił jeszcze w trzynastu spotkaniach, a od następnego zaczął częściej wychodzić w podstawowej jedenastce. W sezonie 2003/2004 z trzynastoma bramkami na koncie stał się najlepszym strzelcem drużyny, został także wybrany do najlepszej jedenastki pierwszej dywizji według PFA.
31 stycznia 2005 za kwotę ośmiu milionów funtów przeszedł wraz z Michaelem Dawsonem do Tottenhamu Hotspur. W nowym klubie zadebiutował 5 lutego w wygranym 3:1 meczu z Portsmouth. Pierwszą bramkę zdobył 1 maja w spotkaniu z Aston Villą. W nowym zespole nie dostał się jednak do podstawowego składu zarówno w pierwszym sezonie, jak i w drugim. 16 sierpnia 2006 podpisał kontrakt na kwotę trzech milionów funtów z Charltonem Atheltic. W ekipie The Toffees zadebiutował 18 sierpnia w wygranym 3:1 meczu z West Hamem United. Pierwszego gola dla nowego klubu strzelił 25 listopada w meczu z Evertonem. W ekipie The Addicks występował przez półtora sezonu. W tym czasie wystąpił w trzydziestu ośmiu spotkaniach, strzelając przy tym osiem bramek. 31 stycznia 2008 podpisał kontrakt z Sunderlandem. Kwota transferu wynosiła cztery miliony funtów. 9 lutego Reid zagrał pierwszy raz w koszulce Czarnych Kotów, kiedy to w meczu z Wigan Athletic zmienił w 74. minucie Daryla Murphy’ego. Pierwszą bramkę strzelił 29 marca w wygranym 2:1 pojedynku z West Hamem United.
1 lipca 2011 roku Reid podpisał dwuletni kontrakt z Nottingham Forest.

## Kariera reprezentacyjna
Reid zaliczył pięć występów i strzelił dwie bramki w kadrze Irlandii do lat 21. W pierwszej reprezentacji zadebiutował 18 listopada 2003 w wygranym 3:0 spotkaniu z reprezentacją Kanady. Pierwszego gola w reprezentacji zdobył z rzutu wolnego w zremisowanym 1:1 towarzyskim spotkaniu z Bułgarią. W kadrze strzelił jeszcze trzy bramki (4 września 2004 w spotkaniu z Cyprem, 17 sierpnia 2005 w meczu z Włochami i 15 listopada 2006 w pojedynku z San Marino). Łącznie w barwach narodowych wystąpił 29 razy.

### Gole dla reprezentacji
| #  | Data              | Obiekt                           | Przeciwnik | Wynik | Rezultat | Rozgrywki                   |
| -- | ----------------- | -------------------------------- | ---------- | ----- | -------- | --------------------------- |
| 1. | 18 sierpnia 2004  | Lansdowne Road, Dublin, Irlandia | Bułgaria   | 1:1   | remis    | mecz towarzyski             |
| 2. | 4 września 2004   | Lansdowne Road, Dublin, Irlandia | Cypr       | 3:0   | wygrana  | eliminacje do Mundialu 2006 |
| 3. | 17 sierpnia 2005  | Lansdowne Road, Dublin, Irlandia | Włochy     | 1:2   | porażka  | mecz towarzyski             |
| 4. | 15 listopada 2006 | Lansdowne Road, Dublin, Irlandia | San Marino | 5:0   | wygrana  | eliminacje do Euro 2008     |